# Catharina Cool
Catharina (“To”) Cool (Wormerveer, 19 augustus 1874 – Leiden, 20 juni 1928) was een Nederlandse mycoloog. Ze heeft veel betekend voor de “populaire paddestoelenstudie in Nederland”; daarnaast propageerde ze in Nederland ook het eten van paddenstoelen.

## Biografie
Catharina Cool was lid van de familie Cool en de dochter van een doopsgezinde predikant te Wormerveer; ze droeg dezelfde namen als haar in 1871 op eenjarige leeftijd overleden zusje, een andere zus zou in 1881 op tienjarige leeftijd overlijden. Na de lagere school ging ze naar de “Fransche School” (vergelijkbaar met de MAVO). Daarna volgde ze een opleiding tot apothekersassistente.
Haar hele leven kampte Catharina met een slechte gezondheid. Vermoedelijk ging het om klachten van neurastenische aard.
In 1899 verhuisde ze, na het emeritaat van haar vader in datzelfde jaar, met haar ouders naar Nijmegen. Ze was ongelukkig, en ging te rade bij een bevriend echtpaar, waarvan de man zenuwarts was. Die raadde haar aan “de natuurstudie ter hand te nemen”. In de tijd van de opkomende belangstelling voor natuurstudie - vooral geïnspireerd door Eli Heimans en Jac. P. Thijsse - was dat niet ongebruikelijk. De periode wordt wel het 'biologisch réveil' genoemd.
In 1904 overleed haar vader. Catharina verhuisde met haar moeder naar Haarlem en ging in Amsterdam biologie studeren. Van 1905 tot 1909 liep ze college. Ze kon geen examens afleggen, omdat haar daarvoor de vereiste vooropleiding ontbrak. Daarna werkte ze twee jaar aan het Phytopathologisch Laboratorium 'Willie Commelin Scholten', waar Johanna Westerdijk directeur was.  In Haarlem  sloot ze zich ook aan bij de Nederlandse Natuurhistorische Vereniging en al snel had ze een functie in het bestuur van de afdeling Haarlem. Ze raakte geïnteresseerd in paddenstoelen, en toen in 1908 de Nederlandse Mycologische Vereniging werd opgericht was ze van de partij.
Van 1914 tot 1922 was Catharina conservator voor de paddenstoelencollectie van de NMV bij het Rijksherbarium in Leiden op een honorarium van fl. 50 per jaar. In 1920 verhuisde ze naar Leiden. In 1922 werd ze benoemd als vaste assistente bij het Rijksherbarium.
Van december 1922 tot maart 1923 maakte ze samen met mevr. Den Tex-Boissevain een reis naar de Canarische eilanden. Daarover heeft ze later op twee plaatsen gepubliceerd.
Na haar terugkeer verslechterde haar gezondheid. In 1923 en in 1927 werd ze geopereerd. Haar toestand verslechterde echter. In juni 1928 werd ze opgenomen in het Diaconessenhuis in Leiden.
Daar overleed ze op 20 juni.

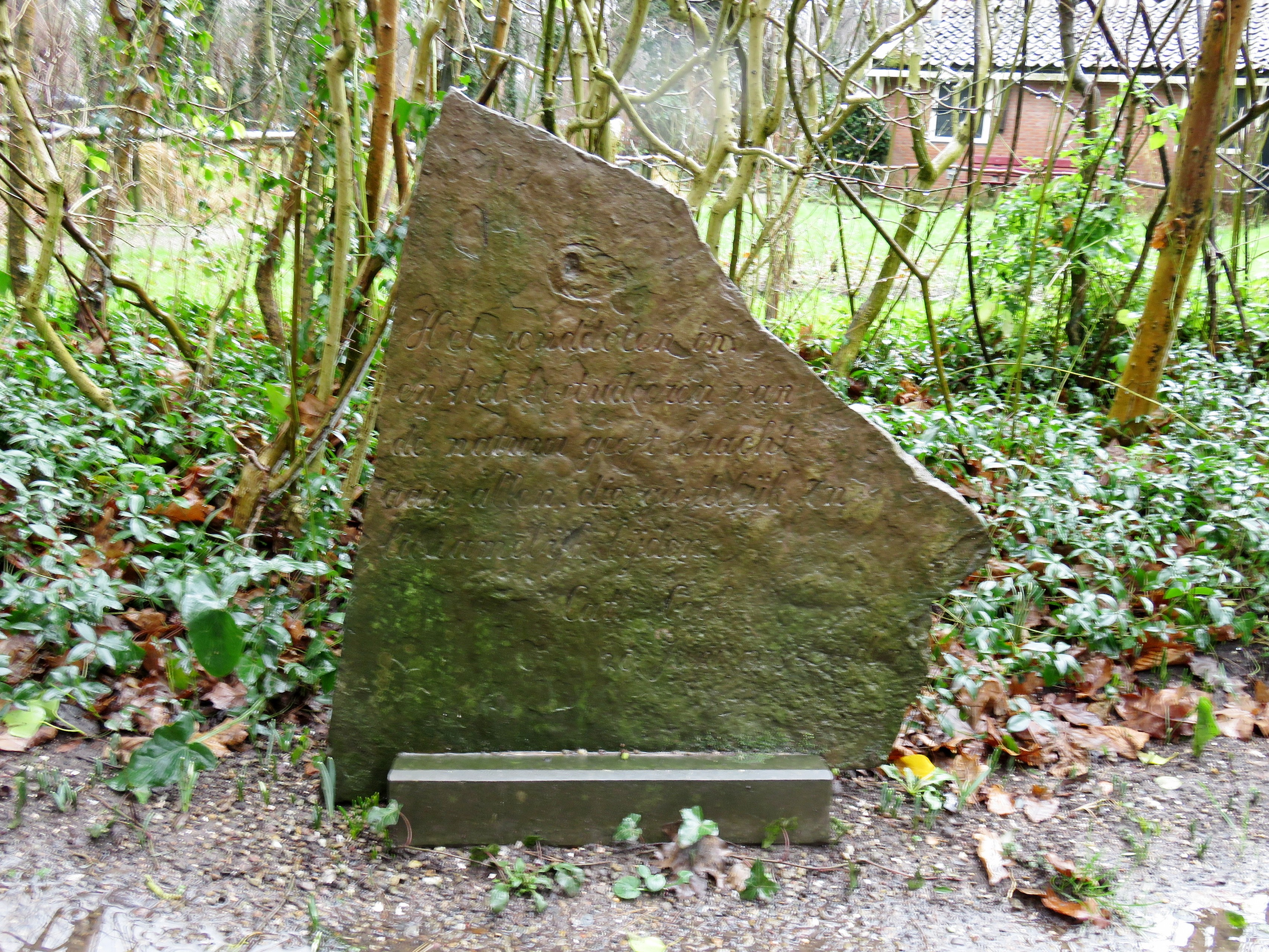
Gedenksteen in Thijsse's Hof, als teken van waardering voor Catharina Cool's werk

Ze werd op 25 juni begraven in Nijmegen, op de begraafplaats Rustoord.

## Mycoloog
In 1908 was ze, samen met o.a. Johanna Westerdijk -  haar latere leidinggevende op het Phytopathologisch Laboratorium 'Willie Commelin Scholten' in Amsterdam - aanwezig op de oprichtingsvergadering van de Nederlandsche Mycologische Vereniging (NMV). 
In het comité dat de bijeenkomst had georganiseerd zat behalve de initiatiefnemer Joh. Ruys o.a. Eli Heimans.
Van 1912 tot 1914 was ze penningmeester van de vereniging.
In 1910 startte de NMV met een herbarium, dat werd ondergebracht bij het Rijksherbarium in Leiden. Al snel werd hiervoor een conservator benoemd. Dat was in 1912 van der Lek. In 1914 werd hij opgevolgd door Catharina Cool. Ze zou tot het eind van haar leven bij het Rijksherbarium blijven werken. Haar werk bestond uit het conserveren van de collectie en uit het determineren van materiaal dat haar werd toegezonden. Ze publiceerde de resultaten van haar werk jaarlijks in het mededelingenblad van de NMV.
Catharina Cool ontdekte - in haar functie van conservator - een nieuwe paddenstoel, de odeur-zwam, die haar in 1916 was toegezonden en die zij in 1918 beschreef onder de naam Lepiota odorata. Tegenwoordig heet deze schimmel Squamanita odorata.
Naast haar werk bij het herbarium verrichtte ze allerlei andere activiteiten om de studie van paddenstoelen in Nederland te bevorderen.
Bij haar overlijden in 1928 liet ze fl. 2500 aan de NMV na.

## Eerbewijzen
De door Catharina Cool ontdekte Odeurzwam (tegenwoordig) Squamanita odorata (oorspronkelijk Lepiota odorata) werd door Huijsman in 1943 in een nieuw genus geplaatst dat hij Coolia noemde en ging dus Coolia odorata heten. Ook Coolia macrocephala (Schulzer) Huijsman ( tegenwoordig Leucopaxillus macrocephala) en Coolia schreieri Huijsman droegen enige tijd haar naam.

Andere schimmels, die naar Catharina Cool werden genoemd, zijn: Mycena cooliana Oort en
Mycenella cooliana (Oort) Singer.
Catharina Cool's naam leeft sinds 1954 voort in de naam van het tijdschrift Coolia van de Nederlandse Mycologische Vereniging (NMV). Van 1964 tot 1977 prijkte op de omslag van het tijdschrift ook nog een tekening van de door haar ontdekte Odeurzwam Squamanita odorata.
Sinds 1989 reikt de Nederlandse Mycologische Vereniging  de 'Cool en Van der Lek-prijs' uit, die genoemd is naar de beide auteurs van Het paddenstoelenboekje uit 1913. De prijs wordt toegekend aan een persoon die een grote prestatie in de mycologie of een belangrijke bijdrage tot het realiseren van de doelstellingen van de Nederlandse Mycologische Vereniging heeft geleverd.
Jac. P. Thijsse eerde Catharina Cool door in Thijsse's Hof een gedenksteen te plaatsen met een uitspraak van haar:
Het ronddolen in en het bestuderen van de natuur geeft kracht aan allen, die geestelijk en lichamelijk lijden
Door het plaatsen van de steen gaf hij uitdrukking aan de waardering voor de grote belangstelling die ze steeds voor Thijsse's Hof had getoond, en vooral voor de paddenstoelententoonstellingen die ze in 1926 en 1927 inrichtte in het Pannenkoekenhuisje naast de Hof.

## Bibliografie

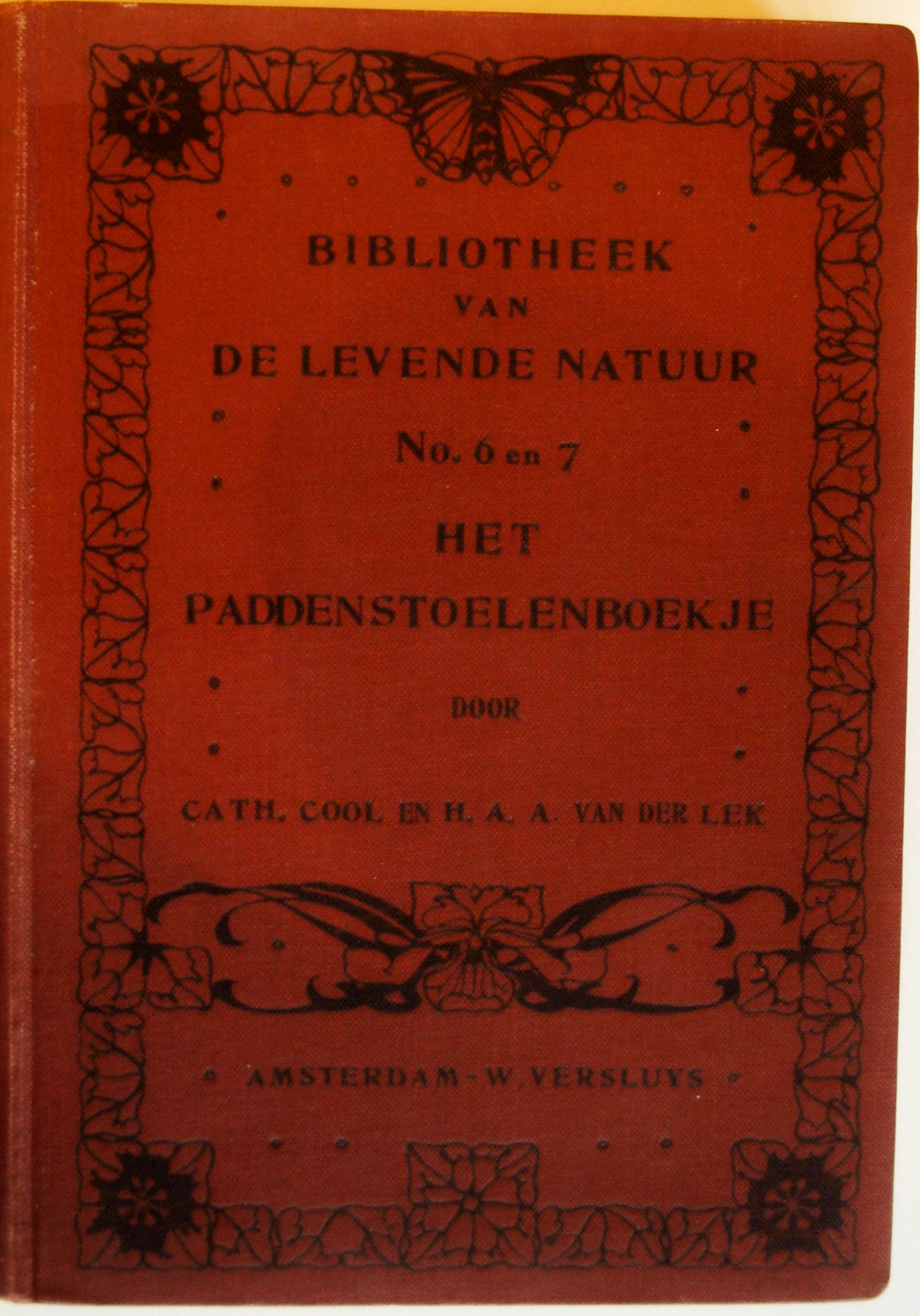
1e druk van Het Paddenstoelenboekje (1913)

### Het paddenstoelenboekje
Het paddenstoelenboekje door Cath. Cool en H.A.A. van der Lek verscheen voor het eerst in 1913 als deel VI en VII van de Bibliotheek van “De Levende Natuur”. Er verschenen verschillende herdrukken.
Het boekje valt uiteen in twee delen: het “algemeene deel” en het “bijzondere deel”.

In het algemene deel (ca. 140 pgs.) vinden we hoofdstukjes over “Wat zijn paddenstoelen?”, “Hoe de paddenstoelen te leeren kennen en onderscheiden”, “Bouw der hoogere paddenstoelen”, “De verzaameling”, “Paddenstoelen eten”, enz.

In het bijzondere deel (ca. 200 pgs.) is de doelstelling om de meest voorkomende paddenstoelen op naam te brengen. In totaal worden hier ongeveer 280 soorten behandeld. Dit deel bevat een groot aantal illustraties, zowel tekeningen, als foto's. Er zijn lijsten opgenomen van paddenstoelen die heel erg opvallen (door grootte, vorm, geur etc.), tabellen voor het bepalen van geslachten van een aantal families, en lijst van paddenstoelen naar voorkomen.
- 1e druk: 1913. Amsterdam : W. Versluys. 350 pgs. + 5 uitvouwbare platen. Enkele gekleurde afbeeldingen en veel zwart-witafbeeldingen in de tekst, zowel foto's als tekeningen.[11]

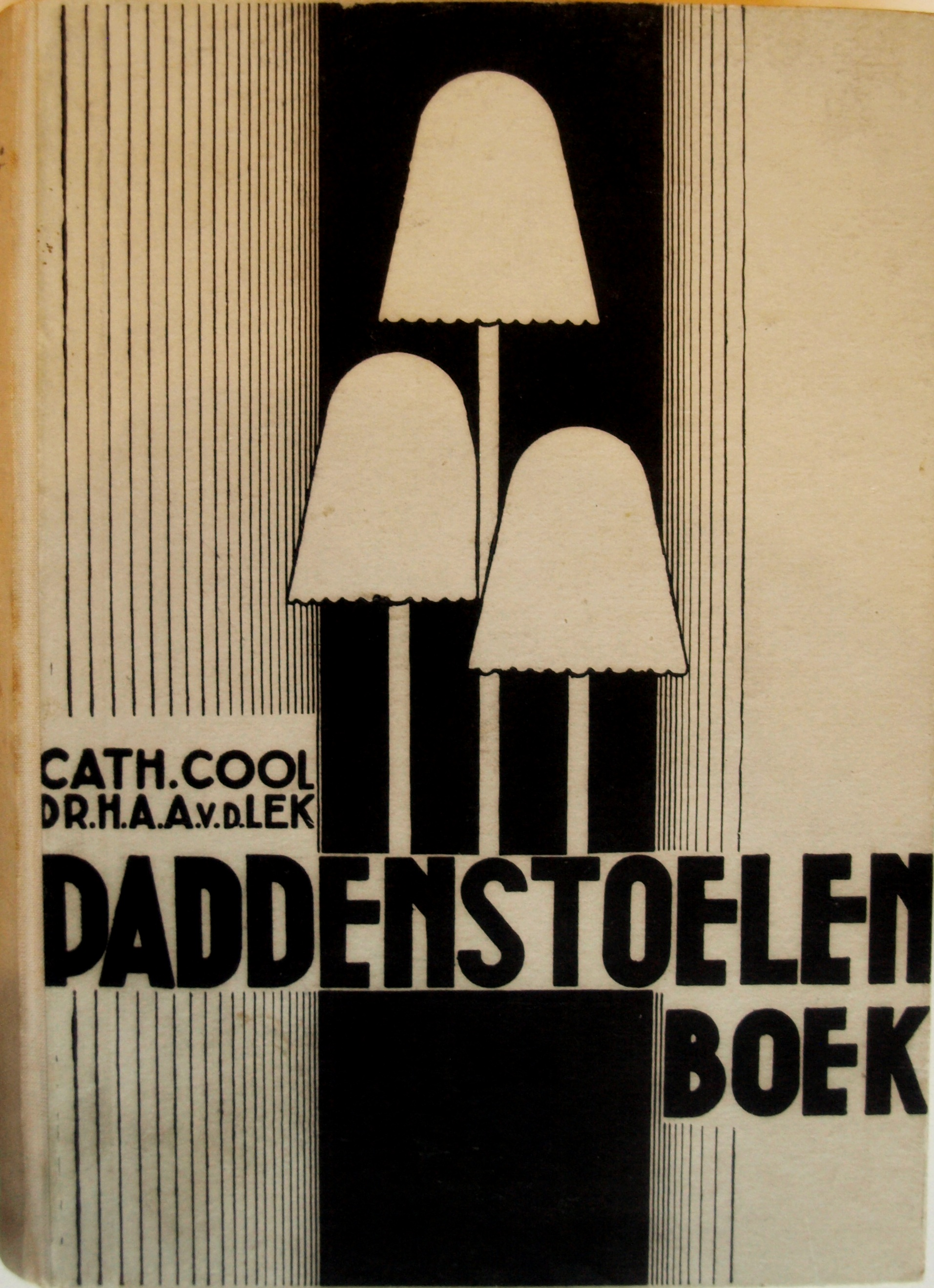
3e druk Paddenstoelenboek (1936)

- 2e druk: 1920. In twee afzonderlijke deeltjes met slap omslag. 171 + 288 pgs. + 5 uitvouwbare platen. Met enkele gekleurde afbeeldingen (in dl. I) en een groot aantal (42+106) zwart-witafbeeldingen in de tekst. De afbeeldingen (zwart-wit en gekleurd) in dl. I zijn doorgenummerd; totaal 42. Deel II heeft 106 afb.

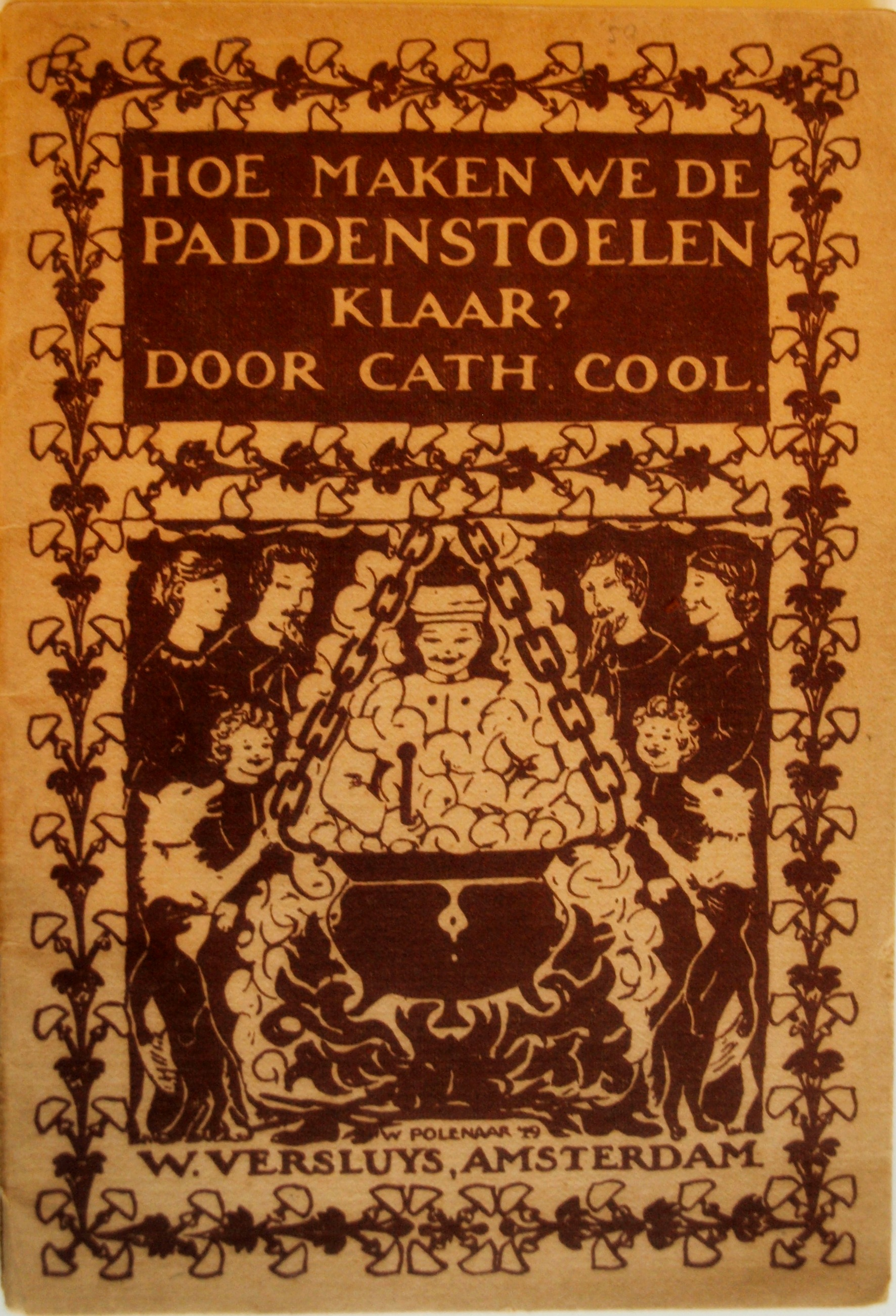
omslag van Hoe maken we de paddenstoelen klaar? (1919)

- 3e druk: 1935/6. “Omgewerkt en  uitgebreid door dr. H.A.A. van der Lek, plantkundige aan de Landbouwhogeschool.” In twee delen met nieuw omslag. Deel II verscheen in 1935, deel I in 1936. Deel I, 272 pgs.  met 8 gekleurde platen en 78 tekstfiguren; deel II, 296 pgs.  met 142 afbeeldingen.

De gekleurde platen zijn anders dan die in de eerste drukken. Er wordt nu niet meer gerept over de Bibliotheek van “De Levende Natuur”.
- 4e druk: 1943.[13]

### Andere publicaties van Catharina Cool
- 1919: Hoe maken we de Paddenstoelen klaar : Eenvoudige Handleiding tot het toebereiden van Paddenstoelen. Amsterdam : W. Versluys 1919. brochure, 26 pgs.[14]
- Artikelen in het tijdschrift De Levende Natuur. Bijvoorbeeld:
  - 1912: 'Het paddestoelenjaar 1911 in Kennemerland'. In: DLN 16e jrg. nr. 18 (15 jan. 1912), p. 423-426
  - 1917: 'Nieuwe en zeldzame Nederlandse paddenstoelen gevonden in 1916.' in: DLN 21e jrg. nr. 19-20, p. 373-380

- Author citation (botany): Cool
- Gemeinsame Normdatei: 1232242748
- International Standard Name Identifier: 0000 0003 7090 8367
- Library of Congress Control Number: no2019123501
- Nederlandse Thesaurus van Auteursnamen: 107826607
- Virtual International Authority File: 250317412
- WorldCat: E39PBJd87Ypd8xbttR8PTPfrMP